# Шашечница пегая
Шашечница пегая (лат. Euphydryas cynthia) — дневная бабочка из рода Euphydryas в составе семейства Нимфалиды.

## Описание
Размах крыльев 32—42 мм. Передние крылья с выгнутым внешним краем. Задние крылья с округлым краем.

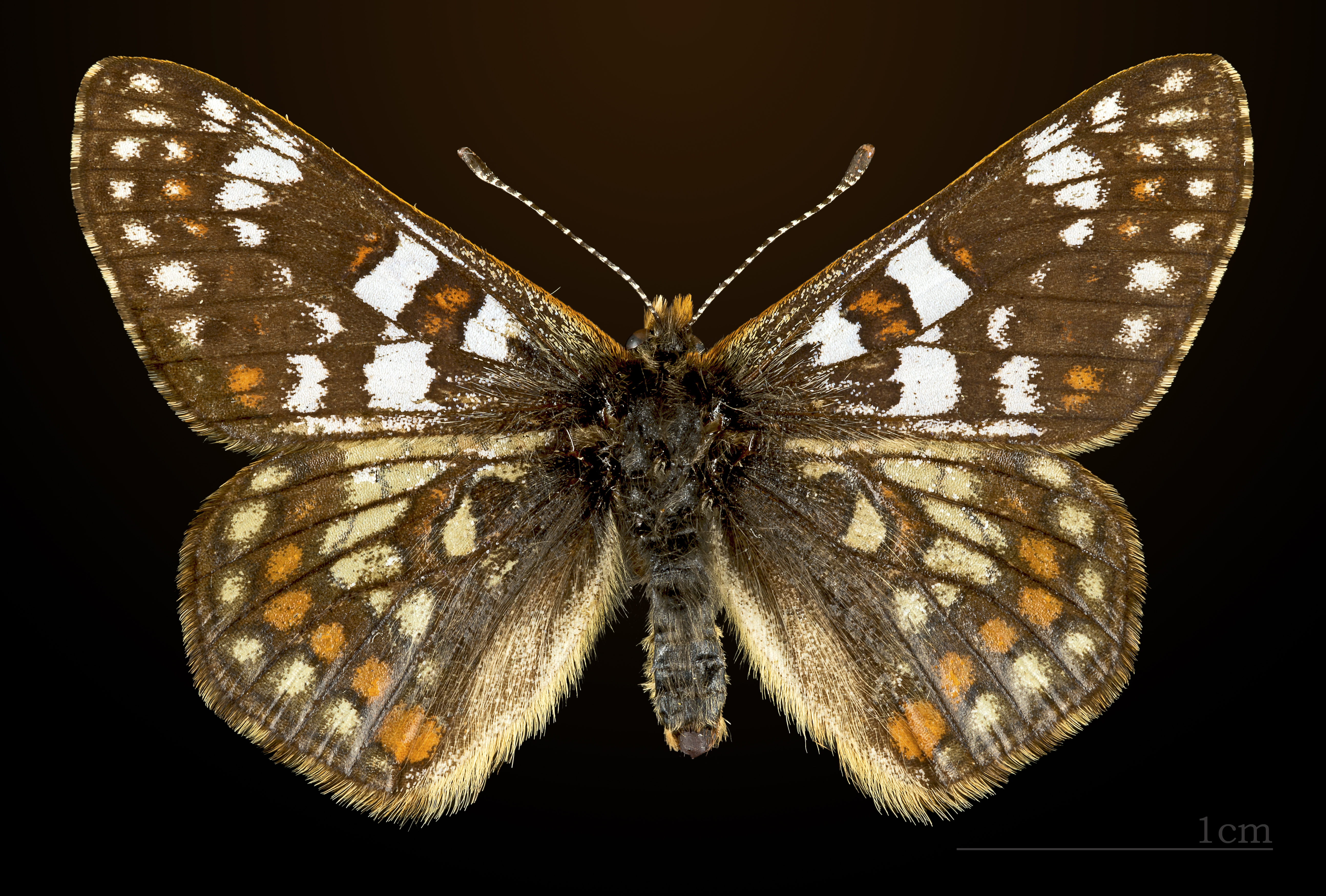
♂
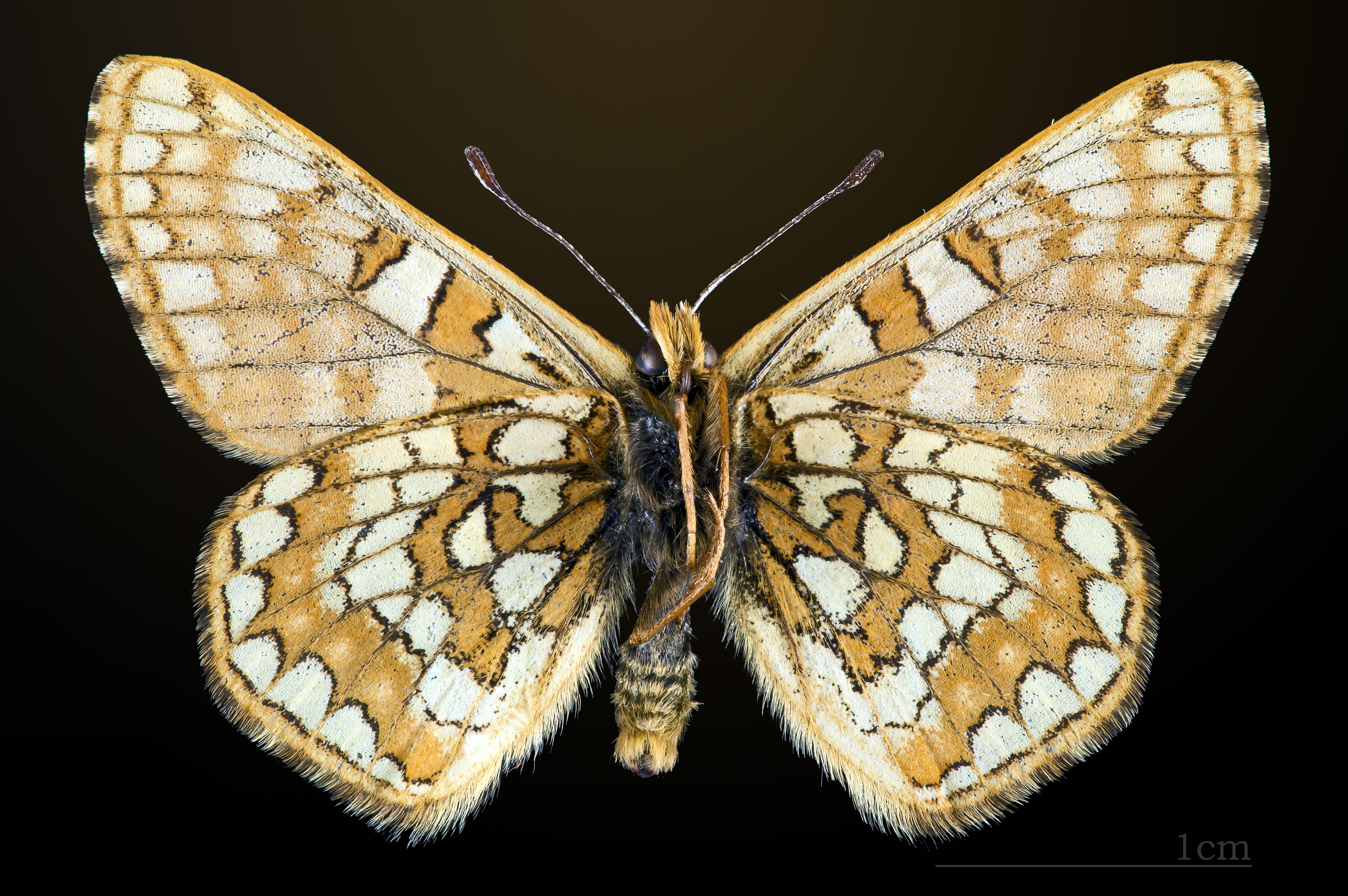
♂ △
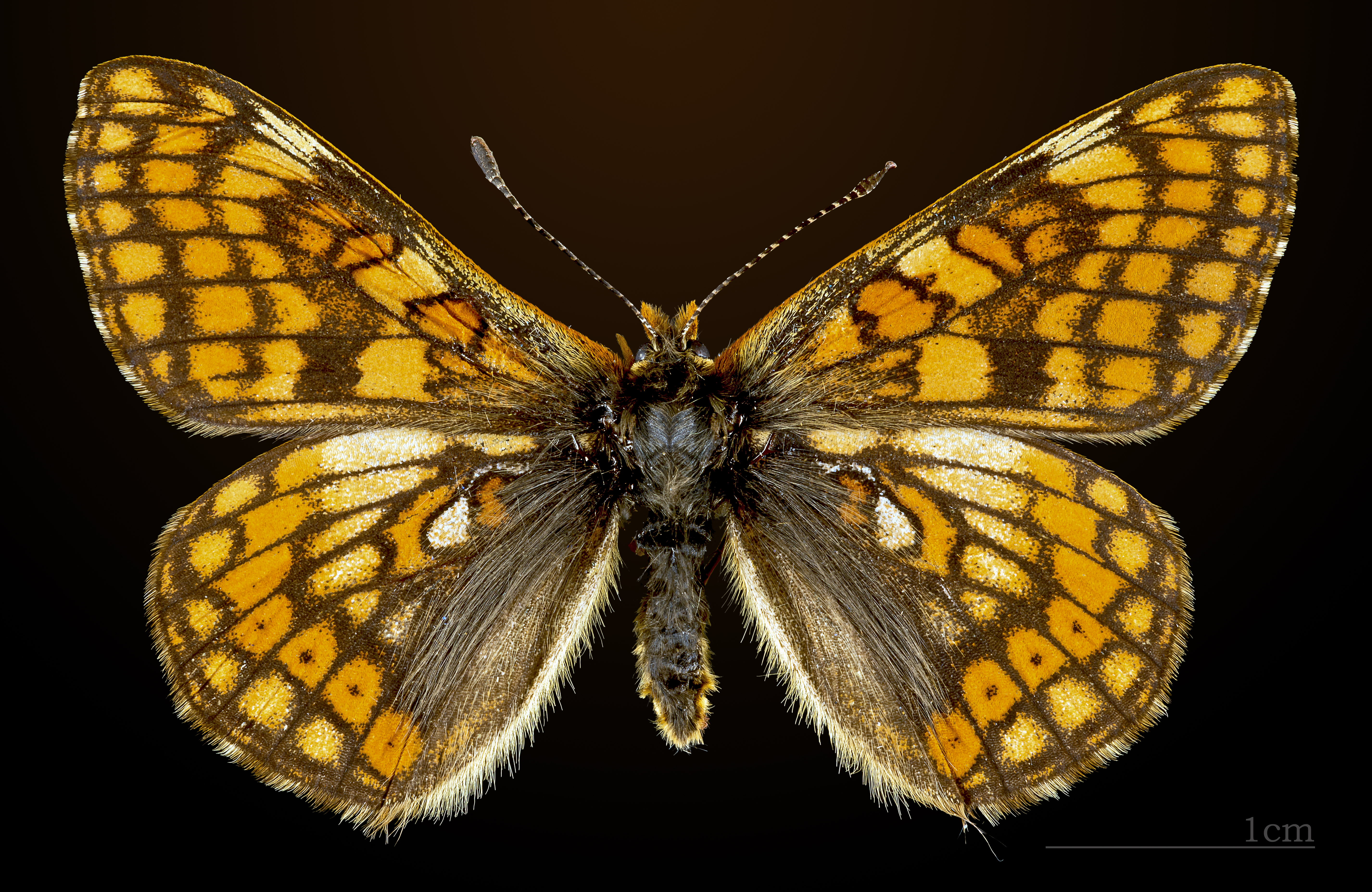
♀
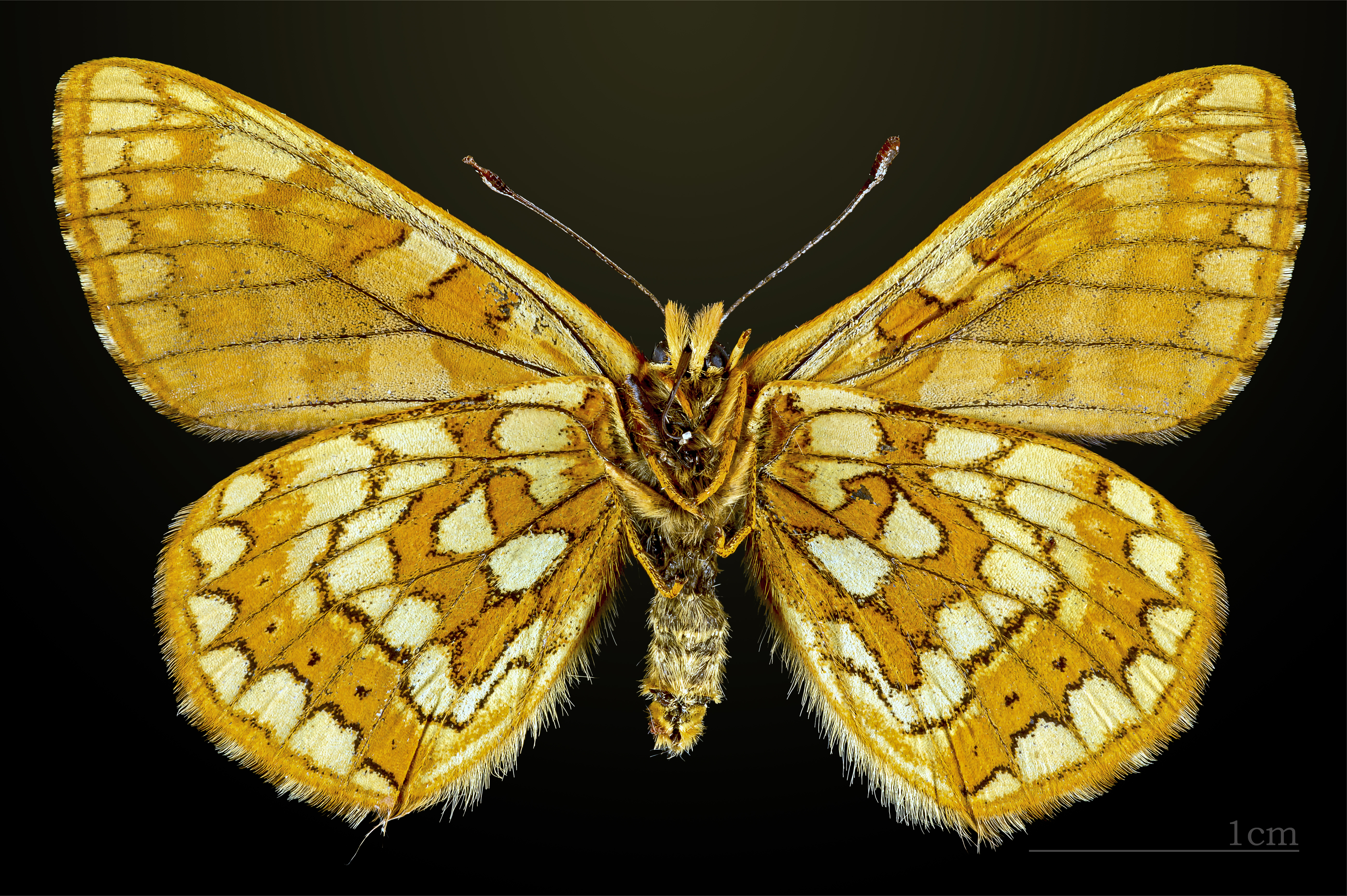
♀ △

Кормовые растения гусениц: Plantago, Plantago alpina, Alchemilla, Viola calcarata.

## Ареал
Эндемик Европы. Шашечница пегая встречается в Европе только в Альпах (в предгорьях французских Альп до Нижнего Тауэрна в Австрии) и в юго-западной Болгарии (гора Рила и хребет Пирин). Обитает на альпийских склонах — в Альпах на высотах 900—3000 м, в Болгарии — на высотах 2000—2800 м.

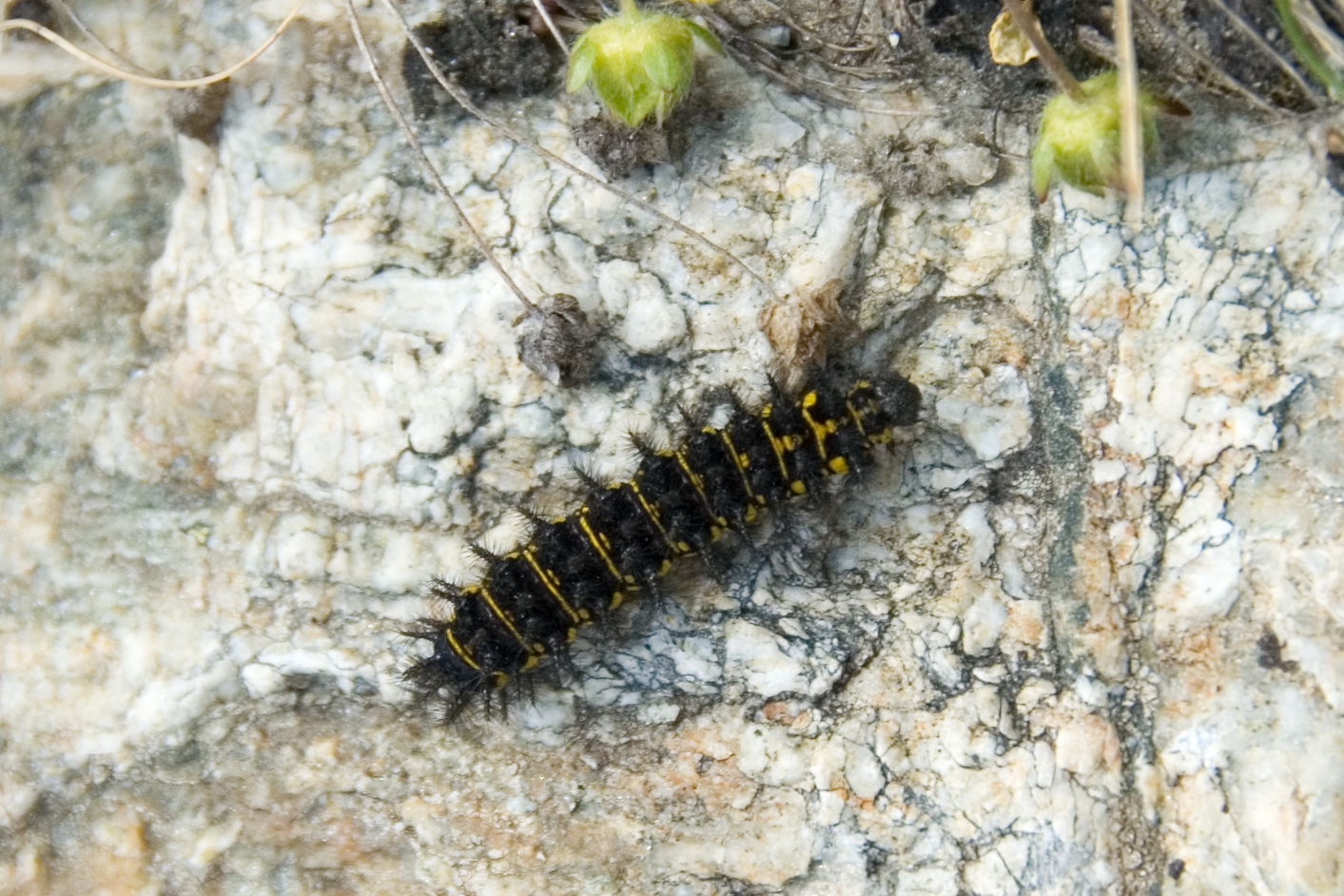
Гусеница

Несколько раз в старинных работах начала XX века данный вид неопределенно приводился для территории Западной Украины (Закарпатье, Восточные Бескиды и Подольская возвышенность) для высот 150—550 м. Фактический коллекционный материал из данных мест отсутствует, как и любые современные данные о находках этого вида на территории Украины. В настоящее время признаётся, что шашечница пегая была указана для этих территорий на основании неверного определения.